# Javanès (argot)
El javanès o llengua de foc (javanais i langue de feu en francès) apareix a França durant la segona meitat del segle xix. És un procés de codificació jergal que utilitza una fonologia parasitària en què s'incorpora una síl·laba addicional entre vocals i consonants per tal de fer aquest text menys comprensible per als que no hi estiguin familiaritzats. Aquesta síl·laba té un so relacionat amb el nom de la variant: «ja» o «av» a la variant «javanesa» i una síl·laba amb «f» a la variant «llengua de foc».
La dificultat rau tant en la capacitat de col·locar les síl·labes addicionals de forma natural a la conversa, com en la comprensió oral.

## Història
«D'on ve aquesta estranya denominació de javanès? Probablement de l'extracció de la síl·laba av de j'avais [del francès], pres com un “model generatiu”, sense excloure, per descomptat, un joc de paraules, sobre el javanès, en el sentit suggerit d'una llengua llunyana, per tant, estranya i incomprensible», segons Jean-Paul Colin, Jean-Pierre Mével i Christian Leclère (del Centre Nacional per a la Recerca Científica) al seu Dictionnaire de l'argot français et de ses origines (Diccionari de l'argot francès i els seus orígens). No obstant això, Jean-Pierre Minaudier, a Poésie du gérondif (Poesia del gerundi), assenyala que el javanès, la llengua parlada per 85 milions de persones, és una llengua amb infixes: els elements se situen al centre de la arrel duna paraula en lloc d'abans (prefixos) o després (sufixos). Segons ell, és aquesta particularitat la que dona l'origen del nom javanès.
El javanès era un argot principalment parlat, «més una diversió de col·legials que un codi real. […] Esnault remunta aquest procés lingüístic al 1857: hauria estat practicat per prostitutes i delinqüents… Pierre Guiraud creu que és originari de l'Extrem Orient, nascut entre certs anamites professionals. Però Albert Dauzat no ho esmenta en el seu llibre Les Argots, publicat en 1929» . En 1878, Rigaud va escriure: «En una època, va haver-hi tal furor pel javanès que va aparèixer un diari completament escrit en aquest estúpid llenguatge»  .
El Diccionari enciclopèdic Quillet diu: «Llenguatge inventat a França al voltant de 1875».

## Regles
- "av" s'afegeix després de cada consonant (o grup de consonants com ch, cl, ph, ph, ph, tr, ...) d'una paraula, és a dir, abans de cada vocal.
- Si la paraula comença amb una vocal, s'hi afegeix «av» davant d'aquesta.
- «av» mai no s'afegeix després de la consonant final d'una paraula.

### «I»
Si va seguida d'una vocal, la i es considera com una consonant. La paraula moyen es codifica com mavoyaven (no mavoyen). Si aquesta es pronuncia com a «i», es considera com una consonant seguida de la vocal «i». La paraula pays [pei] es codifica pavayavis (no pavays).

### Al començament de les paraules
Els monosíl·labs (a, à, en, un en francès) així com les paraules que comencen amb una vocal adquireixen una síl·laba inicial addicional. Així, abricot es codifica com avabravicavot .

### «E» muda
La «e» muda no requereix la presència de síl·labes addicionals: tarte «tarta» es codifica tavar-te. La síl·laba addicional es pot afegir com una forma d'èmfasi. Així, espècie de tarte es codifica avespavec AV i dave tavarTAVE.

## Exemples[11]
- allumettes → avallavumavettes. Forma completa: avallavumavettaves.
- train → travain.
- bonjour → bavonjavour.
- gros → gravos.
- bon → bavon.
- cul → cavul.
- bicrave → bavicravave. Forma completa: bavicravavave.
- immeuble → avimmaveuble. Forma completa: avimmaveublave.
- champion → chavampavion.
- plans → plavans.
- Jésus Christ → Javésavus Chravist.
- François Hollande → Fravançavois Havollavande. Forma completa: Fravançavois Havollavandave.
- supermarché → savupavermavarchavé.
- poirier → pavoiravier.
- Peugeot 406 → Paveugeavot quavatre-cavent-savix.

## Altres usos
- Raymond Queneau dona un exemple fantasiós en els seus Exercicis d'estil (1947): «Deveux heuveureuves pluvus tavard jeveu leveu reveuvivis deveuvanvant lava gavare Sainvingt-Lavazavareveu (trad.: dues heures més tard hores més tard el vaig re-veure devant l'estació Saint-Lazare» [6] .
- A la pel·lícula de Jean Boyer, Les Vignes du Seigneur (1958), el productor de xampany Henri Levrier (Fernandel) ensenya el seu amant a parlar javanès afegint «gde» a cada síl·laba.
- A la cançó La Javanaise (1963) de Serge Gainsbourg, la repetició sistemàtica de la síl·laba «av» o simplement de la consonant «v» a cada vers (d'aquesta manera, J'av ou'j'en ai b av é p as v ous / Mon amour / Av ant d' av oir eu v ent de v ous / Mon amour) fa al·lusió a l'ús del codi javanès, i explica l'elecció del títol.
- El raper Nèpal utilitza el javanès en algunes paraules de les seves cançons per aconseguir un efecte d'estil. Per exemple: «Tout mes gavars disent youpi».
- A la sèrie The Blacklist, Raymond Redington treballa amb antics treballadors de la fira que parlen javanès. Ell mateix ho entén i ho fa servir amb ells.